# Radosav Petrović
Radosav „Raća“ Petrović (serbisch-kyrillisch Радосав Петровић; * 8. März 1989 in Ub, SFR Jugoslawien) ist ein serbischer Fußballspieler, der aktuell für Real Saragossa spielt.

## Karriere

### Verein
Petrović wurde in der damaligen jugoslawischen Kleinstadt Ub geboren und begann seine Karriere beim lokalen Verein Jedinstvo Ub, bevor er sich im Jahr 2007 Radnički Obrenovac anschloss. Durch seine guten Leistungen wurde der serbische Spitzenklub Partizan Belgrad auf den 1,93 Meter großen Mittelfeldspieler aufmerksam und band ihn 2008 mit einem Fünfjahresvertrag an sich. Bereits in der ersten Saison bei Partizan wurde er Stammspieler und verhalf der Mannschaft aus Belgrad zum Double aus Meisterschaft und Pokal.
Am 9. August 2011 wechselte er zu den Blackburn Rovers in die englische Premier League und unterzeichnete einen Vierjahresvertrag.
Zur Saison 2012/13 wechselte er in die türkische Süper Lig zu Gençlerbirliği Ankara. Nach drei Jahren verließ der Serbe die Türkei im Juli 2015 und wechselte in die Ukraine zu Dynamo Kiew. Dort kam er nur sporadisch zum Einsatz, weshalb er sich im nächsten Sommer Sporting Lissabon anschloss. Auch in der portugiesischen Hauptstadt absolvierte er zunächst nur wenig Spielminuten. Die Rückrunde der Saison 2016/17 verbrachte er auf Leihbasis beim Rio Ave FC. Im Anschluss stand der Spieler zwei weitere Jahre in Lissabon unter Vertrag, bevor er sich im August 2019 UD Almería anschloss. Im August 2021 wechselte er ligaintern zu Real Saragossa.

### Nationalmannschaft
Petrović spielte dreimal für die  serbische U21-Nationalmannschaft, bevor er am 12. August 2009 bei einem 3:1-Sieg gegen Südafrika sein Debüt in der A-Nationalmannschaft gab. Er stand im Kader Serbiens für die Fußball-Weltmeisterschaft 2010 in Südafrika, wo er in der Vorrunde ein Spiel gegen Deutschland bestritt, welches Serbien mit 1:0 gewann.

## Titel und Erfolge
- Ukrainischer Meister: 2016
- Serbischer Meister 2009, 2010, 2011
- Serbischer Pokalsieger 2009